# Ибитипока
Ибитипока (порт. Parque Estadual do Ibitipoca) — парк штата в штате Минас-Жерайс (Бразилия).
Парк был образован 4 июля 1973 года. Его название происходит из языка тупи и означает «взорвавшаяся гора». Административно принадлежит муниципалитету Лима-Дуарти. Занимает площадь 14,88 км². Вход в парк платный и ограничен 300 посетителями в день в будние дни и 800 в выходные и праздничные дни.
Климат парка — субтропический океанический с умеренным дождливым летом и сухой зимой. В парке часто встречаются обнажения кварцита с тонким слоем почвы, состоящей из органической материи и песка; из-за обилия органики реки парка имеют карамельный оттенок.
Растительность представлена в основном ксерофитами.
В парке множество водопадов, пещер и рек, высшая точка парка — гора Ломбада (1800 м).

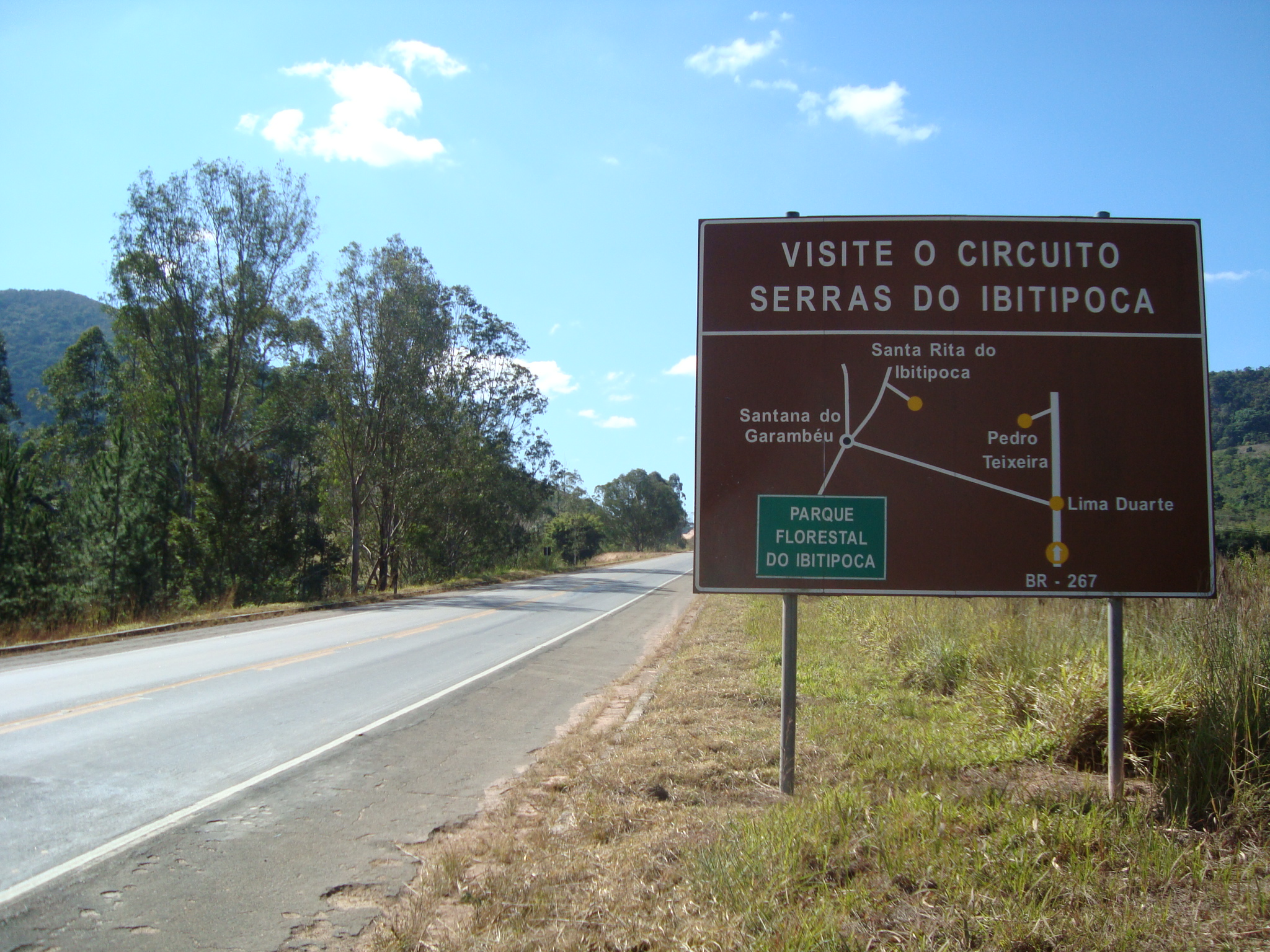
Въезд в парк
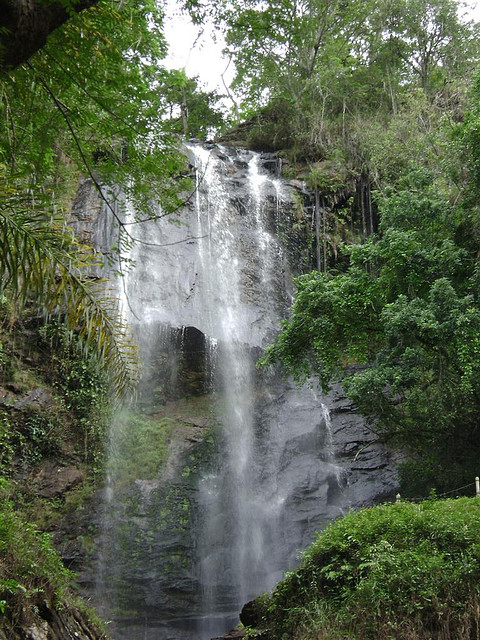
Один из водопадов парка
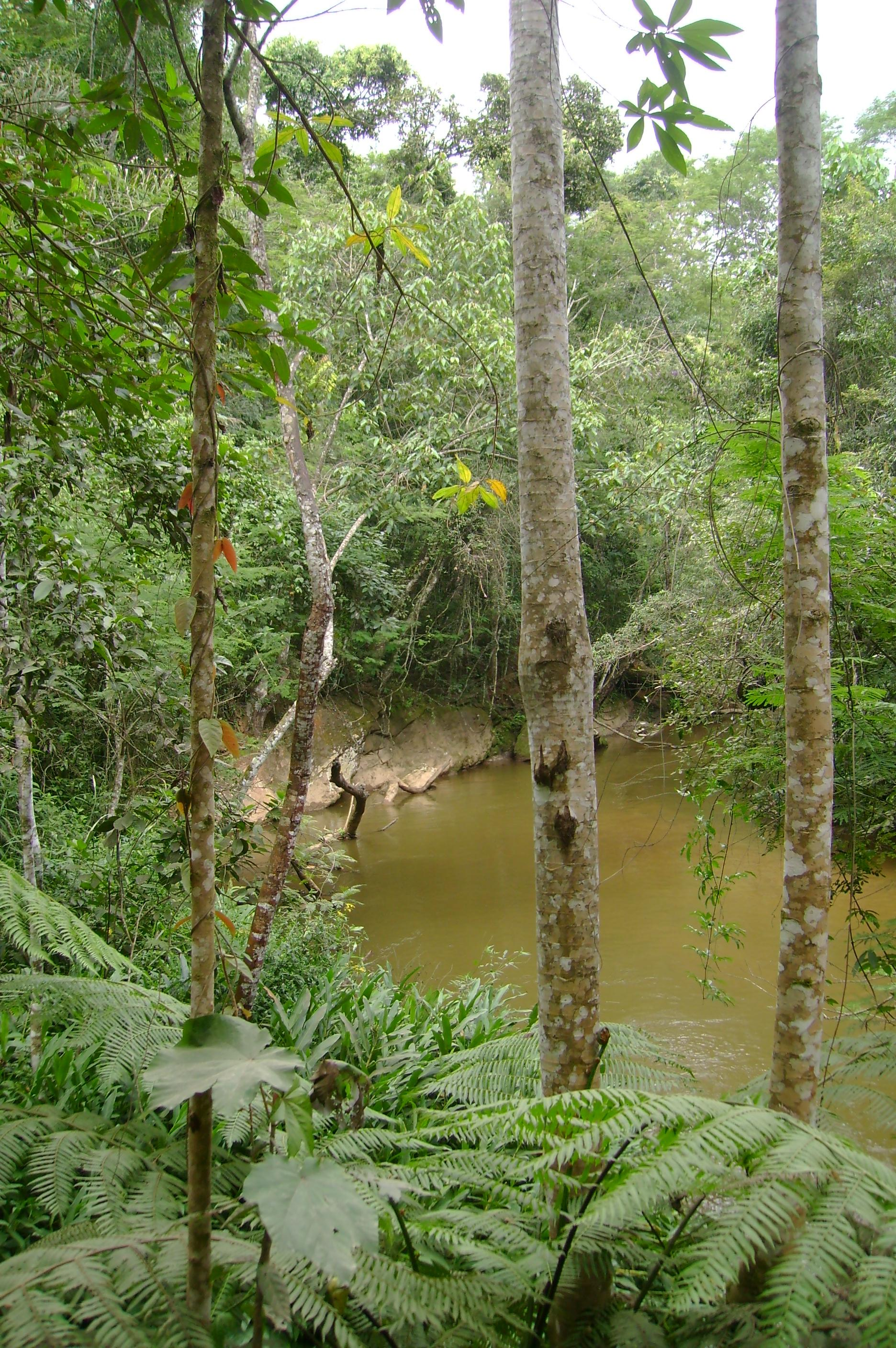
Одна из рек парка
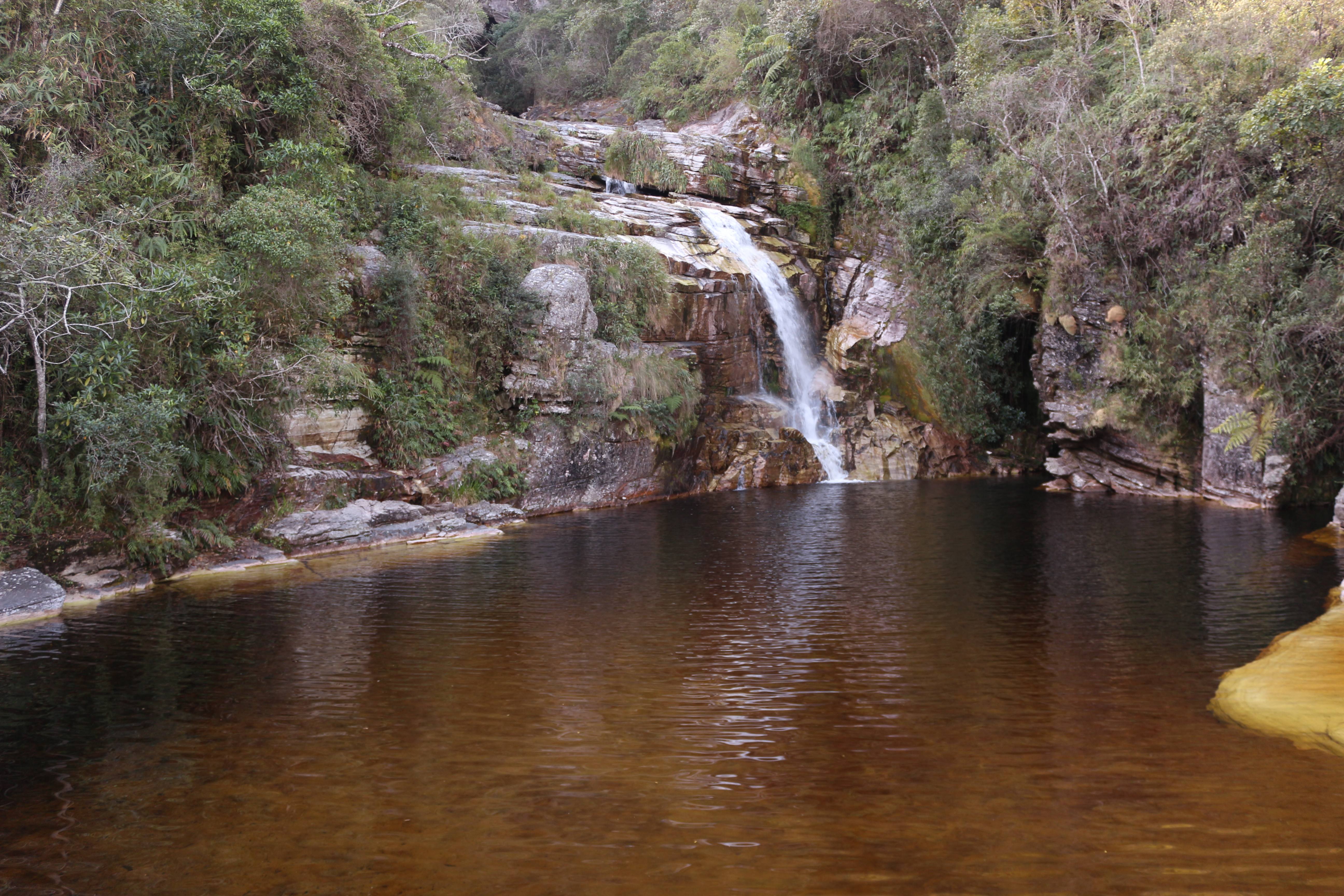
Одно из озёр парка
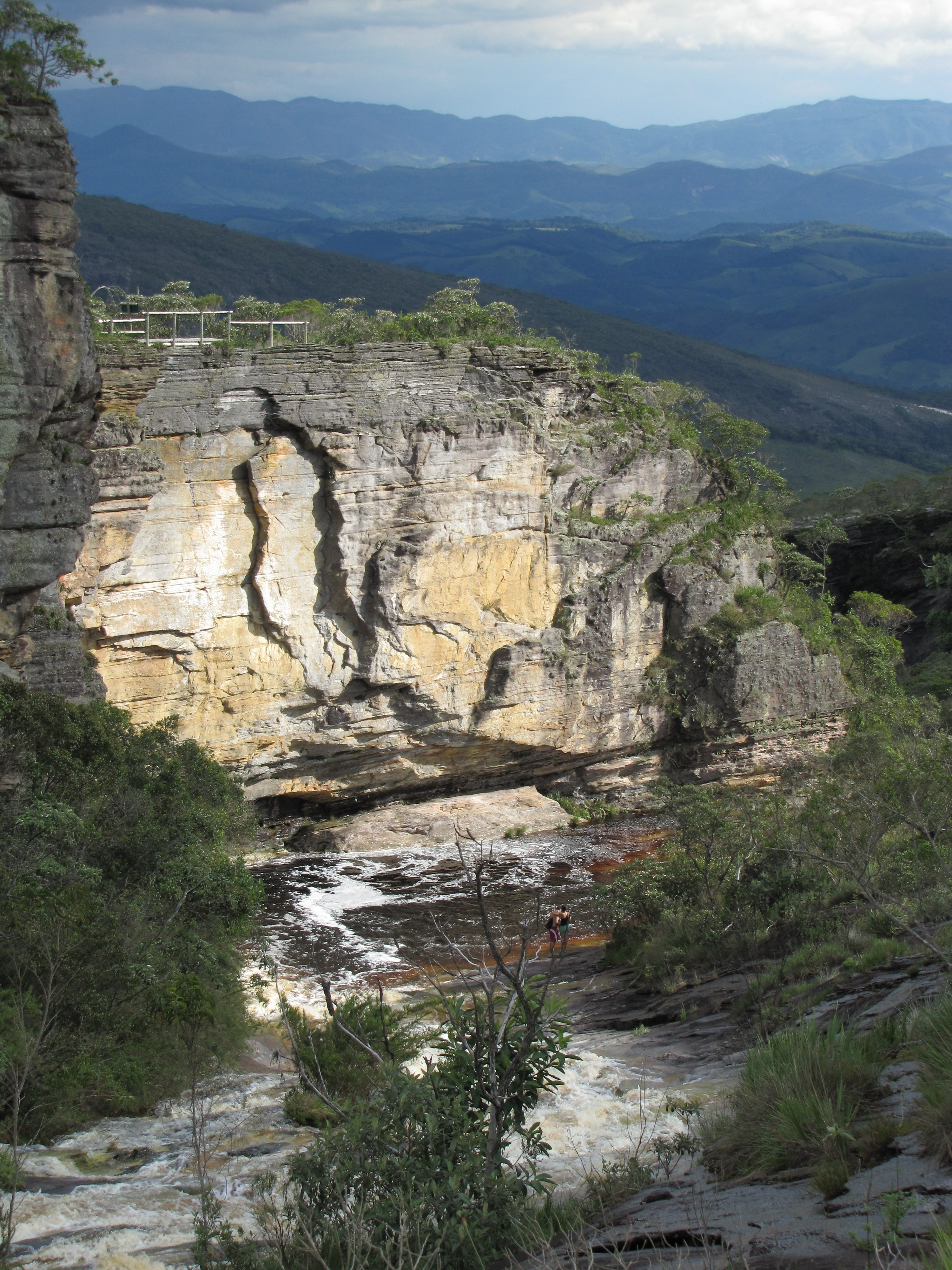
Скалы парка
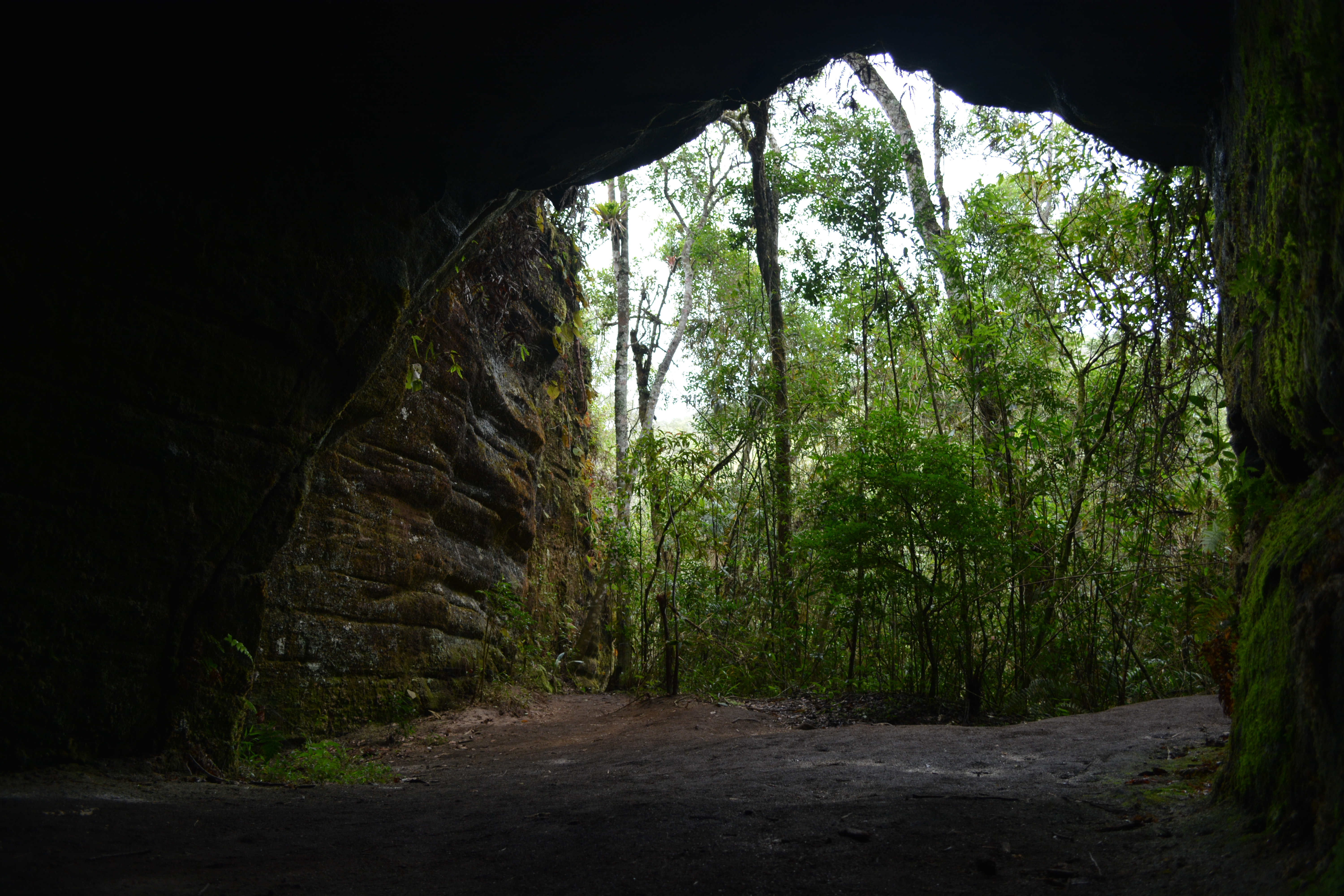
Одна из пещер парка
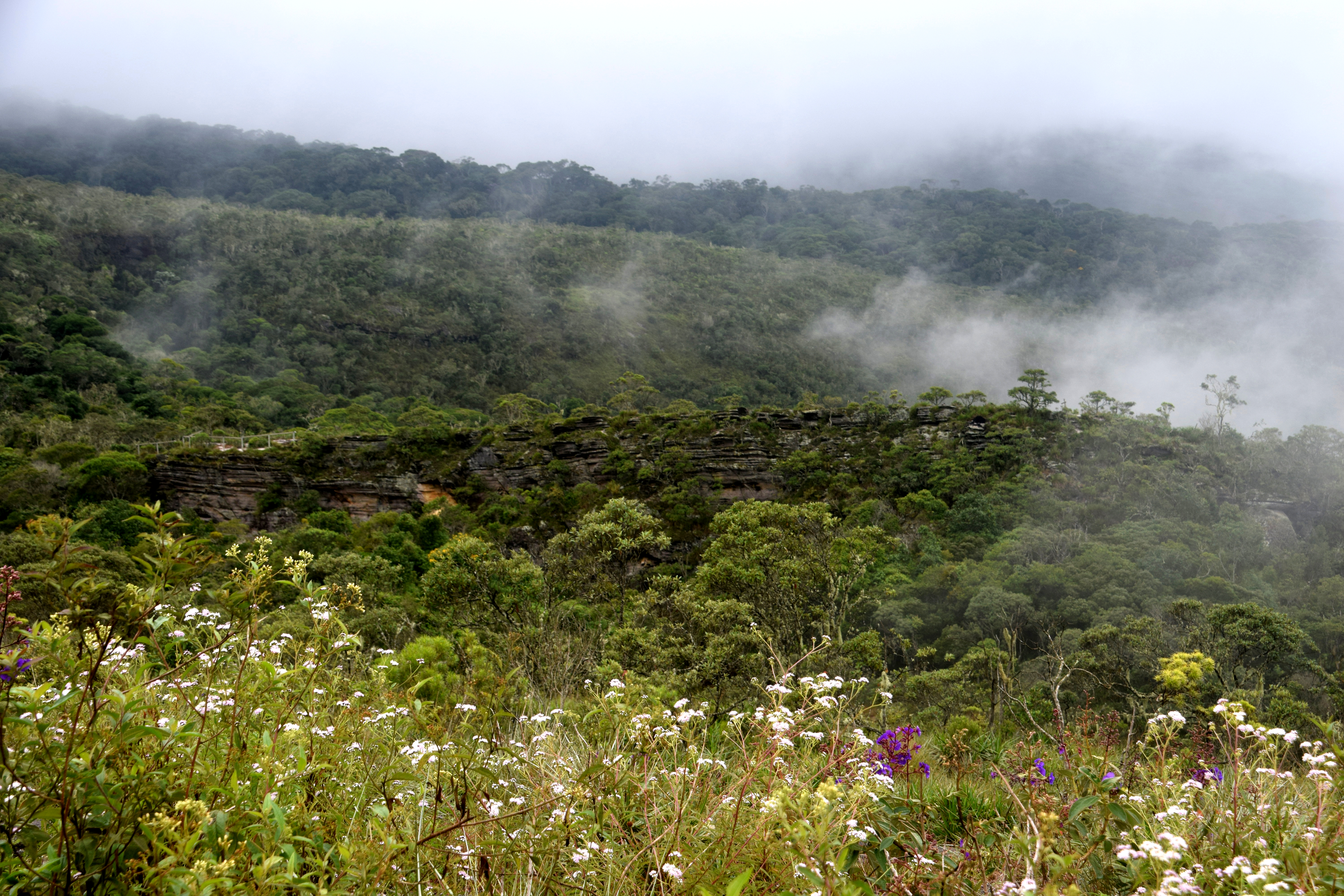
Флора парка
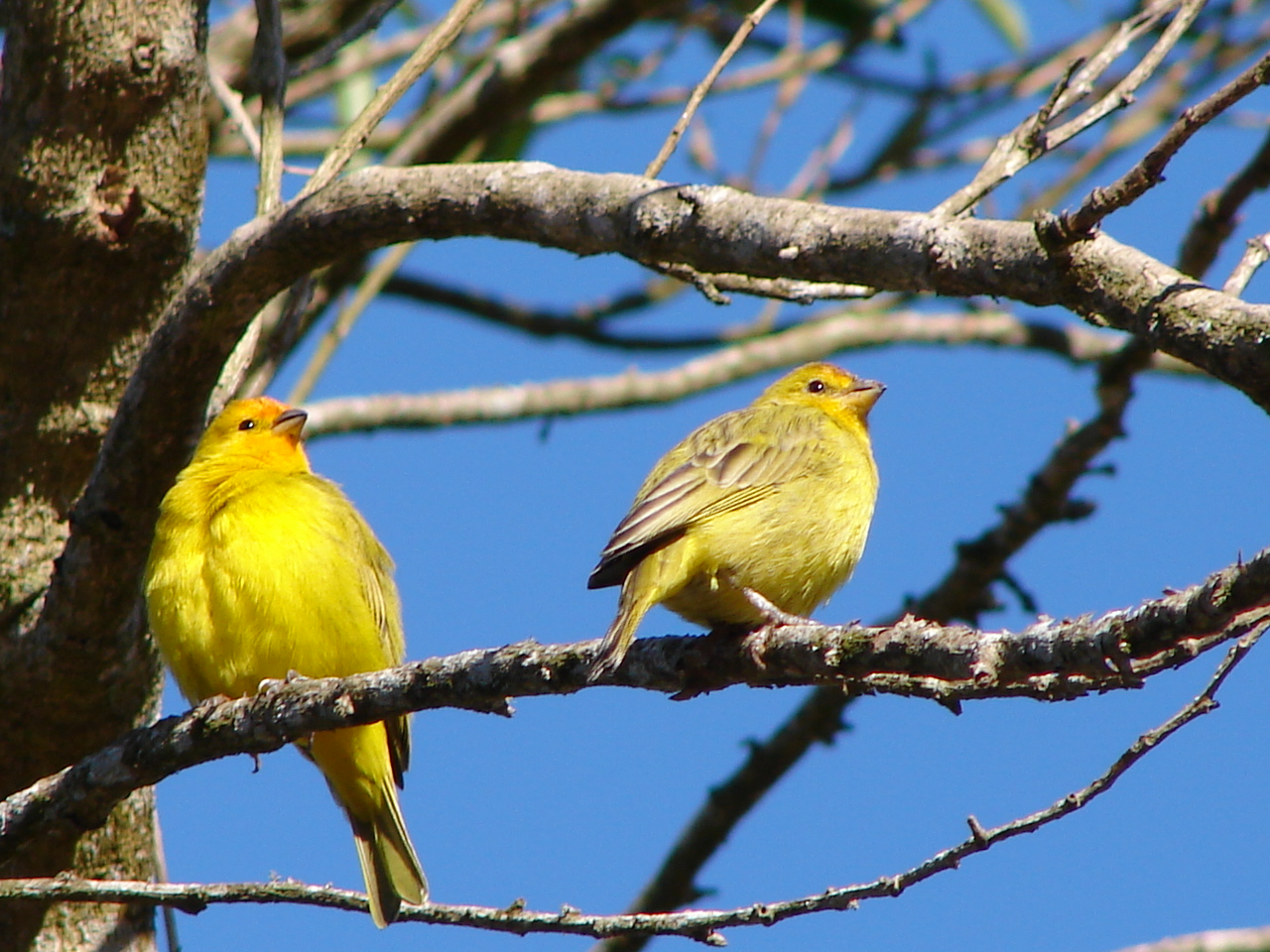
Птицы парка